# 吹田市立豊津中学校
吹田市立豊津中学校（すいたしりつ とよつちゅうがっこう）は、大阪府吹田市垂水町三丁目にある公立中学校。

## 沿革
従来の吹田市立第一中学校の校区から吹田市立豊津小学校（現在の吹田市立豊津第一小学校）の校区を分離する形で、1955年に開校した。開校当初は吹田市立第一中学校に仮校舎を設置したが、1955年9月に現在地に校舎が完成して移転している。
1956年には吹田市立吹田第二小学校の校区を、また1958年には吹田市立山手小学校の校区を当校校区に編入している。
1969年には吹田市立第六中学校を分離し、吹田第二小学校校区を第六中学校に変更した。これに伴い校区は豊津第一（1969年豊津小学校より改称）・豊津第二（1969年開校）・山手の3小学校校区となった。
また1975年には吹田市立豊津西中学校を分離している。これに伴い豊津第一・豊津第二小学校校区を豊津西中学校校区に変更し、山手小学校校区1校の校区となった。
1978年には学校が移転し、従来の吹田市立第二中学校の校区の一部を編入したうえで、吹田市立片山中学校へと名称を変更して新設開校した。これに伴い一度廃校となっている。
4年後の1982年、従来の片山中学校と豊津西中学校の校区を再編する形で、元の場所で再開校した。学校沿革史の上では、最初に第一中学校から分離して豊津中学校が開校した1955年を創立としている。

### 年表
- 1955年 4月1日 - 吹田市立豊津中学校として開校。豊津小学校校区を校区とする。
- 1955年9月2日 - 現在地に校舎竣工、移転。
- 1956年4月 - 校区変更。吹田市立吹田第二小学校の校区を編入。
- 1958年4月 - 校区変更。吹田市立山手小学校の校区を編入。
- 1969年4月1日 - 吹田市立第六中学校を分離。
- 1975年4月1日 - 吹田市立豊津西中学校を分離。
- 1978年3月31日 - 閉校。移転の上で吹田市立片山中学校として新設開校。
- 1982年4月1日 - 豊津第一小学校校区（旧豊津西中学校校区）・山手小学校校区（旧片山中学校校区）を校区として、元の場所で再開。
- 1983年4月 - 養護学級を設置。

## 部活動
1990年、女子バスケットボール部が全国中学校バスケットボール大会にて準優勝した。

## 通学区域
- 吹田市立豊津第一小学校と吹田市立山手小学校の通学区域。

## 交通
- Osaka Metro御堂筋線・北大阪急行 江坂駅 東へ約600m。

## 卒業生
- 安田尚憲（プロ野球選手）